# Сеака де Падуре (Долж)
Сеака де Падуре (рум. Seaca de Pădure) насеље је у Румунији у округу Долж у општини Сеака де Падуре. Oпштина се налази на надморској висини од 219 m.

## Становништво
Према подацима из 2011. године у насељу је живело 699 становника.